# (29630) 1998 UN32
1998 UN32 (asteroide n.º 29630) es un asteroide del Cinturón Principal. Posee una excentricidad de 0,10890230 y una inclinación de 11,69085º.
Este asteroide fue descubierto el 29 de octubre de 1998 por el programa de Asteroides CCD Beijing Schmidt en Xinglong.